# Nazionale di bob di Trinidad e Tobago
La nazionale di bob di Trinidad e Tobago è la selezione che rappresenta Trinidad e Tobago nelle competizioni internazionali di bob.
La squadra ha partecipato a quattro edizioni dei Giochi olimpici invernali.

## Storia

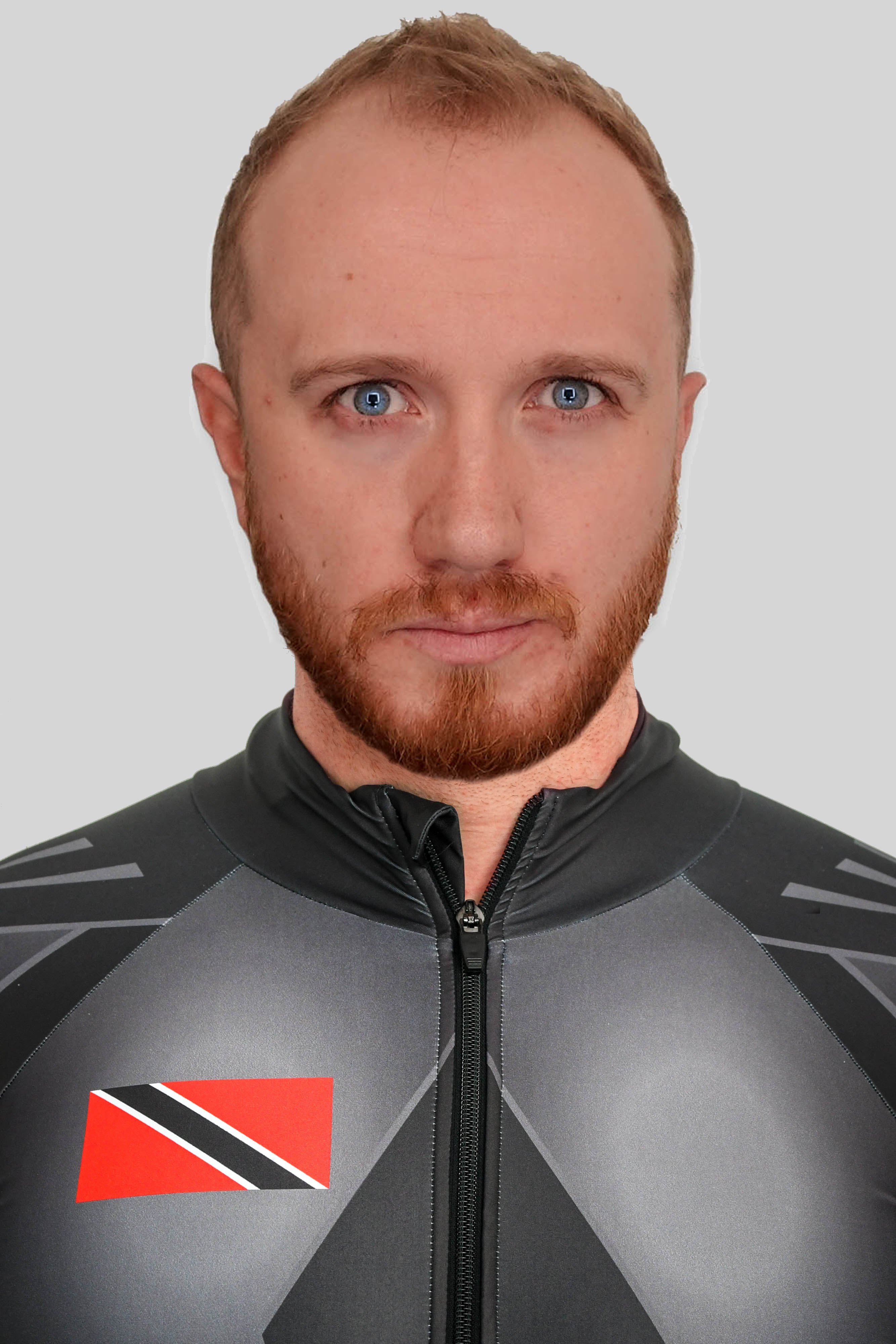
Axel Brown

Dopo la grande notorietà della Nazionale di bob della Giamaica alle Olimpiadi di Calgary 1988, anche Trinidad e Tobago fu ispirata a sviluppare una squadra di bob, iniziando a reclutare sforzi. Gregory Sun, originario di Trinidad e Tobago, all'epoca prestava servizio come assistente di ricerca presso l'Università dell'Idaho negli Stati Uniti d'America. Insieme al coetaneo Curtis Harry debuttarono alle Olimpiadi di Lillehammer 1994 (prima partecipazione di Trinidad e Tobago ai Giochi invernali) ottenendo il 37º posto su 42 equipaggi. La stessa coppia partecipò anche ai Giochi di Nagano 1998, classificandosi al 32º posto su 38 squadre. Gregory Sun si ripresentò per la terza volta alle Olimpuadi di Salt Lake City 2002, dove scese nelle prime due manche con Andrew McNeilly e le altre due con Errol Aguilera, facendo registrare il 37º ed ultimo tempo finale.
Nel 2021 il bobbista britannico-trinadadiano Axel Brown (già frenatore della Nazionale di bob della Gran Bretagna con cui partecipò alla Coppa del Mondo, alla Coppa del Nordamericana e alla Coppa Europa, oltre ad essere una riserva per i Campionati mondiali di bob 2019 a Whistler) decise di rappresentare l'isola caraibica di cui era originaria la madre. Insieme a Shakeel John e Andre Marcano prese parte alle Olimpiadi di Pechino 2022, giungendo al 28º posto (terzultimo). Nel novembre 2022 il bob a quattro trinadadiano di Axel Brown, Shakeel John, Xaverri Williams e Adam Hames ottenne uno storico podio, vincendo il bronzo nella gara di Park City della Coppa Nordamericana, prima medaglia ottenuta nel bob da una nazione caraibica.

## Partecipazione ai giochi olimpici invernali

### Bob a due maschile
| anno | città          | classifica | composizione                                 |
| ---- | -------------- | ---------- | -------------------------------------------- |
| 1994 | Lillehammer    | 37°        | Gregory Sun, Curtis Harry                    |
| 1998 | Nagano         | 32°        | Gregory Sun, Curtis Harry                    |
| 2002 | Salt Lake City | 37°        | Andrew McNeilly, Errol Aguilera, Gregory Sun |
| 2022 | Pechino        | 28°        | Axel Brown, Shakeel John, Andre Marcano      |